# Genya
A Genya (eredeti cím: Bully) 2001-ben bemutatott filmdráma, melyet Larry Clark rendezett. A forgatókönyvet (Zachary Long álnéven) David McKenna  és Roger Pullis írta, Jim Schutze Bully: A True Story of High School Revenge című regénye alapján. A főbb szerepekben Brad Renfro, Bijou Phillips, Rachel Miner, Michael Pitt, Leo Fitzpatrick, Daniel Franzese, Kelli Garner és Nick Stahl látható. 
Az igaz történeten alapuló film Bobby Kent meggyilkolását meséli el.

## Cselekmény
Bobby és Marty régóta barátok, de Martynak kezd elege lenni, mert Bobby agresszív alkat és folyamatosan terrorizálja őt. A barátnőjével és a haverokkal arra készülnek, hogy megölik. Tervüket véghez is viszik, de zavart viselkedésük miatt a rendőrség hamarosan gyanakodni kezd rájuk és szembe kell nézniük tetteik következményeivel

## Szereplők
| Színész         | Szerep                | Magyar hang        |
| --------------- | --------------------- | ------------------ |
| Brad Renfro     | Martin "Marty" Puccio | Simonyi Balázs     |
| Bijou Phillips  | Ali Willis            | Kisfalvi Krisztina |
| Rachel Miner    | Lisa Connelly         | Szénási Kata       |
| Nick Stahl      | Bobby Kent            | Csőre Gábor        |
| Michael Pitt    | Donny Semenec         | Markovics Tamás    |
| Leo Fitzpatrick | Derek Kaufman         | Czvetkó Sándor     |
| Kelli Garner    | Heather Swallers      | Roatis Andrea      |
| Daniel Franzese | Derek Dzvirko         |                    |
| Jessica Sutta   | szőke nő              |                    |
| Ed Amatrudo     | Fred Kent             | Csuha Lajos        |

## Fogadtatás
A kritikusok nem voltak elragadtatva a filmtől: a Variety, a The New York Times, a New York Post és a Los Angeles Times is negatív kritikákat írt. A Metacritic oldalán 100-ból 45 pontot kapott. Ennek ellenére a stockholmi és a Velencei Nemzetközi Filmfesztiválon is nyert díjakat. Stockholmban Rachel Miner lett a színésznők között a legjobb, és a legjobb film kategóriában is győzedelmeskedett. Velencében szintén ez lett a legjobb film.[forrás?]